# 占婆王府檔案
《占婆王府檔案》（占語：Sakkarai dak rai patao）是17世紀末至18世紀初的一部關於占族的歷史記載，用占語字母及漢字書寫而成。該文獻是忠實記錄占婆中世時期社會的最早的一部文獻，也是最重要的一部文獻。
法國官員P. Villaume於20世紀初在今日林同省的一個名叫La Vang的格賀族村莊中發現了這批檔案。他將這些檔案賣給了一個學院。1905年至1907年，H. Parmentier和E. Durand這兩位研究人員在法國遠東學院的雜誌上發表了對這些檔案的研究。如今它們保存在Société Asiatique de Parisand，並於2009年被數位化。